# 施呂赫山
46°52′00″N 8°20′02″E / 46.86667°N 8.33389°E
施呂赫山（Schluchberg），是瑞士的山峰，位於該國中部，處於上瓦爾登州和下瓦爾登州接壤的邊界，屬於烏里山的一部分，海拔高度2,106米，每年平均降雨量2,465毫米。